# Cleome khorassanica
Cleome khorassanica är en paradisblomsterväxtart som beskrevs av Bge., Amp; Bien. och Pierre Edmond Boissier. Cleome khorassanica ingår i släktet paradisblomstersläktet, och familjen paradisblomsterväxter. Inga underarter finns listade i Catalogue of Life.